# 愛德華·伯內斯
愛德華·路易斯·伯內斯（Edward Louis Bernays，1891年11月22日—1995年3月9日）是一位奧地利、猶太裔美國公共關係學家，是公共關係領域的先驅，著有《傳播學》一書，有“公共關係之父”之稱。
他的學說主要受古斯塔夫·勒龐和威爾弗雷德·特羅特的群眾心理學研究和其舅舅佛洛依德的精神分析理論所影響，認為因為“群體心理”不理性且有危害，所以對社會進行操控是必要的。《生活》雜誌將其評為20世紀最有影響力的100位美國人之一。

## 生平
他出生于维也纳的一个犹太人家庭，母亲安娜（并不是弗洛伊德的女儿安娜，弗洛伊德的妹妹也叫安娜）是弗洛伊德的妹妹。1890年代全家移民美国，1892年定居纽约市，伯内斯在此就读德威特·克林顿高中。1912年，他自康奈尔大学毕业，获农学学位，但选择进入新闻界工作，成为了一名记者。之后又到巴黎的路易达孚工作，1912年12月返回纽约，先后做过杂志编辑、新闻代理人。一战爆发后，美国政府的公共信息委员会请他到委员会的拉丁美洲事务部（Bureau of Latin-American Affairs）工作，曾参加巴黎和会。
1922年，他和桃樂絲·弗萊施曼结婚。桃樂絲对伯内斯的事业影响极大，很多伯内斯的作品其实是她代笔的。

## 外部連結
- Visiting Edward Bernays – Chapter 1 of a book by Stuart Ewen (1996)
- Edward L. Bernays tells the story of "Torches of Freedom" in his own words -video clip −1999
- Meet Edward Bernays (audio documentary) （页面存档备份，存于）
- Booknotes interview with Larry Tye on The Father of Spin: Edward L. Bernays & The Birth of Public Relations, September 20, 1998.
- 'Deconstructing Edward Bernays' 'Propaganda' - Podcast series examining the impact of his magnum opus. Includes interviews with Larry Tye and Anne Bernays. （页面存档备份，存于）